# National Security Study Memorandum 200
NSSM200 (National Security Study Memorandum 200: Implications of Worldwide Population Growth for U.S. Security and Overseas Interests) — отчёт, подготовленный 10 декабря 1974 года Советом национальной безопасности США по предложению Генри Киссинджера. Был принят американским президентом Геральдом Фордом как официальная политика США в ноябре 1975 года. Будучи сперва засекреченным, документ был рассекречен и предоставлен исследователям в начале 1990-х годов.
Основным тезисом отчёта назывался рост населения в наименее развитых странах, что представляет угрозу для безопасности США, так как это может привести к массовым беспорядкам и политической нестабильности. Политический курс документа ставит вопросом первостепенной важности меры по контролю рождаемости и популяризации контрацепции в 13-ти густонаселённых странах. США считают, что быстрый рост населения в них тормозит социально-политическое развитие и экономический рост, а также угрожает американским интересам, так как «экономике США потребуется большой и растущий объём сырья из-за границы», и эти страны могут породить дестабилизирующие оппозиционные силы против США. В отчёте американским властям рекомендуется «повлиять на национальных лидеров». А для «усиления всемирной поддержки мер в области народонаселения» нужно использовать СМИ, ООН, Информационное агентство США и Агентство США по международному развитию.
Тринадцать стран были названы представляющими особую угрозу интересам безопасности США: Индия, Бангладеш, Пакистан, Индонезия, Таиланд, Филиппины, Турция, Нигерия, Египет, Эфиопия, Мексика, Колумбия и Бразилия. Эти страны давали 47 % роста мирового населения на тот момент.
Отчёт отстаивает продвижение образования, контрацепции и прочих методов контроля рождаемости. Он также поднимает вопрос о том, должна или нет США предоставлять гуманитарную помощь тем странам, которые стали вводить активное использование контрацепции.
Некоторые ключевые моменты отчёта противоречивы:

Экономике США потребуется большой и растущий объём сырья из-за границы, особенно из наименее развитых стран [see National Commission on Materials Policy, Towards a National Materials Policy: Basic Data and Issues, April 1972]. Этот факт даёт США повышенный интерес на политической, экономической и социальной стабильности поставляющих стран. Если уменьшение перенаселения через уменьшение числа рождений может увеличить перспективы для такой стабильности, контроль за рождаемостью оказывается связанным с поставками ресурсов и с экономическими интересами США. . . .
Местоположение известных резервов руд высшего класса большинства минералов вызывает усиливающуюся зависимость всех индустриализованных регионов на поставки из наименее развитых стран. Настоящие проблемы поставок минералов лежат не в физическом количестве, а в политико-экономических вопросах доступа к ним, условий геологических поисков и добычи, распределения доходов между производителями, потребителями и руководствами стран. [Глава III — Минералы и топливо]